# Karl av Glücksburg
Hertig Karl av Glücksburg, född 30 september 1813 på slottet Gottorp och död 24 oktober 1878 på Luisenlund. Son till Wilhelm av Beck-Glücksburg och Louise Karolina av Hessen-Kassel. Äldre bror till Kristian IX av Danmark.
Gift 19 maj 1838 i Köpenhamn med sin kusin Vilhelmina av Danmark. Äktenskapet var barnlöst och hertigtiteln gick vid hans död till den yngre brodern Fredrik.